# Estación General Belgrano
General Belgrano es una estación ferroviaria ubicada en la localidad homónima, en el partido de General Belgrano, Provincia de Buenos Aires, Argentina. Fue creada en 1871,[cita requerida] con el nombre de Estación Salado.

## Servicios
Es una estación intermedia del ramal entre Altamirano y Las Flores.
No presta servicios de pasajeros.
Sus vías están concesionadas a la empresa privada de cargas Ferrosur Roca. Sin embargo, el último tren que corrió por este ramal fue en 2005.

## Historia
Hacia el año 1868, el terreno que actualmente ocupa la localidad de General Belgrano no era más que campo, pero al poco tiempo apareció la llamada “Estación Salado”. La compañía inglesa Ferrocarril del Sud (que luego se convertiría en el actual Ferrocarril General Roca) solicitó al gobierno nacional argentino la concesión para el tendido de rieles de Buenos Aires al sur, ramificándose en Altamirano para llegar a Azul, lo cual fue concedido. Para el año 1871 los mismos llegaban a Ranchos y, poco tiempo después, la empresa se instaló a 12 kilómetros pasando el río Salado.
Con todos estos acontecimientos apareció una gran cantidad de obreros con diferentes especialidades para colocación de los rieles y construcción de la estación. También se construyó un galpón para mercaderías y otro para equipajes, además de una colonia para el personal estable y de tránsito. Este ramal inauguraba las vías de acero y tenía durmientes de hierro forjado, que eran consideradas de primera clase. Para cruzar el río Salado se debió construir un puente de varios tramos, siendo el primer puente ferroviario que cruzó el río.
En el año 1871 una mole de acero surcaba las pampas casi desérticas, mientras los pobladores que habían asentado sus poblaciones a la orilla de los rieles esperaban dicha pasada para saludarle a su paso y poner en hora sus relojes, lo que demuestra la rigurosidad de los horarios del ferrocarril. El Ferrocarril Sud fue inaugurado oficialmente el 19 de mayo de 1871, conectando el tramo Constitución-Salado.
El río Salado o Tubicha Mini había dejado de ser una barrera natural y los postones quedaban más atrás. La civilización avanzaba y las estancias comenzaron a surgir en las zonas incorporadas con el paso del ferrocarril. Con la creación de la estaciòn Salado se fue congregando en sus alrededores un núcleo poblacional que dio origen al pueblo de El Salado.
Para el año 1882 ya había una gran variedad de familias que, en su mayoría, eran de origen extranjero. Algunos eran artesanos, otros comerciantes y otros se dedicaban a las tareas rurales. Estas familias estaban expuestas diariamente a mùltiples inconvenientes, siendo uno de sus mayores problemas la gran distancia a Las Flores, el centro administrativo más cercano ubicado a más de 60 km de distancia.
Este conflicto fue resuelto cuando los pobladores se dirigieron al superior gobierno haciéndoles conocer todo lo que ocurría en la zona. Una comisión de vecinos solicitó reiteradas veces la creación de un partido para una población que ya contaba con industrias que se habían radicado, grandes comercios de ramos generales y varias locales de artesanía. Esto finalmente se cumpliría años más tarde, cuando en 1891 se creó el partido de General Belgrano, mientras el antiguo pueblo de El Salado tomó el mismo nombre.